# 1576 w muzyce
Wydarzenia muzyczne w 1576 roku.

## Dzieła
- Esteban Daza - El Pamasso
- Luzzasco Luzzaschi – Quivi sospiri

## Urodzili się
- 25 października (data chrztu) – Thomas Weelkes, angielski kompozytor i organista

## Zmarli
- 19 stycznia - Hans Sachs, niemiecki meistersinger (ur. 1494)
- 22 sierpnia - Valentin Bakfark (Bekfark), węgierski kompozytor i lutnista (ur. ok. 1507)